# Mount Olive, Illinois
Mount Olive är en ort i Macoupin County i Illinois. Vid 2010 års folkräkning hade Mount Olive 2 099 invånare.

## Sevärdheter
En av de främsta sevärdheterna i Mount Olive är fackföreningsledaren Mother Jones gravvård. En av orsakerna till att hon ville bli begravd i Mount Olive var att Union Miners Cemetery var den enda fackföreningsägda begravningsplatsen i hela USA. En annan framstående sevärdhet är bensinstationen Soulsby's Service från 1926. Henry Soulsby startade bensinstationen efter att han blev tvungen att sluta som gruvarbetare på grund av en olycka. Också hans far, en invandrare från Irland, hade varit gruvarbetare. En tredje sevärdhet i Mount Olive är den lutherska kyrkan Immanuel Lutheran Church vars klocka från 1881 är den enda handlindade tornklockan i Macoupin County.

## Kända personer från Mount Olive
- Jess Dobernic, basebollspelare